# Anastasia Manstein-Chirinsky
Pour les articles homonymes, voir Manstein.
Anastasia Manstein-Chirinsky (russe : Анастасия Александровна Ширинская-Манштейн, Anastassia Aleksandrovna Chirinskaïa-Manstein), née le 23 août 1912 (5 septembre dans le calendrier grégorien) à Roubijne dans l'Empire russe (actuelle Lyssytchansk dans l'oblast de Louhansk en Ukraine) et morte le 21 décembre 2009 à Bizerte en Tunisie, est une citoyenne de l'Empire russe, restée apatride durant 70 ans avant de devenir citoyenne de la fédération de Russie.
Dernière survivante de la communauté russe installée en Tunisie dans le sillage de l'évacuation, depuis la Crimée, des navires de l'escadre de la mer Noire pendant la guerre civile russe, elle a apporté une grande contribution à la préservation de vestiges historiques et à la mémoire de la flotte de l'Armée blanche et de ses marins ayant trouvé refuge sur le sol tunisien.

## Biographie
Née dans son domaine familial de Nasvetevich, elle s'installe à Kronstadt où son père, l'officier de marine Alexandre Sergueïevich Manstein (ru), descendant du général Christoph Hermann von Manstein (ru), auteur de Souvenirs de la Russie (russe : Воспоминаний о России), commande un navire de la marine impériale russe. La révolution bolchévique et la guerre civile qui s'ensuit contraignent sa famille à l'exil : elle, sa mère et ses deux plus jeunes sœurs, Olga et Choura, embarquent à Sébastopol, le 12 novembre 1920, à bord du Grand-duc Constantin, l'un des 33 bateaux de la flotte de l'Armée blanche vers Istanbul puis vers Bizerte en Tunisie avec quelques centaines de concitoyens.

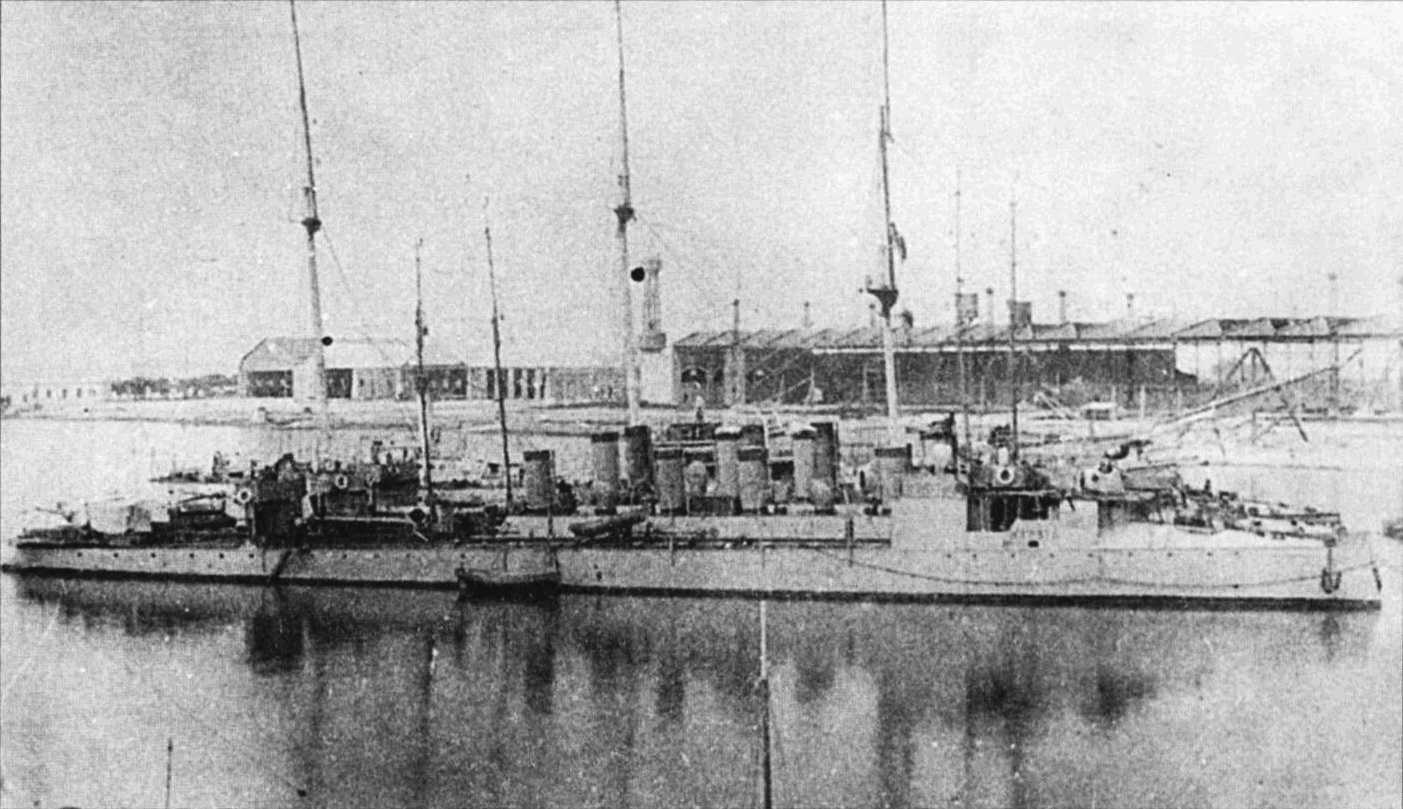
Navires russes, Zvonki, Zorki et Jarki, dans le port de Bizerte.

À son arrivée, elle passe quatre ans à bord du torpilleur Jarki commandé par son père puis du cuirassé Georges le Victorieux, tous deux amarrés dans la baie de Karouba au large de la ville. Installée ensuite dans le quartier de Bijouville, elle étudie à l'école Lacorre puis au collège Stephen-Pichon. Son baccalauréat en poche, elle poursuit des études supérieures en Allemagne, avant de revenir à Bizerte. Elle devient ensuite institutrice puis professeur de mathématiques dans des lycées tunisiens après l'indépendance survenue en 1956.
Tout au long de sa vie, avec ses propres moyens et ceux des quelques Russes restés en Tunisie, elle prend soin des tombes de marins militaires russes à Bizerte, Menzel Bourguiba et Tunis, de l'église Saint-Alexandre-Nevski et de l’église de la Résurrection. Alors que ses parents meurent au début des années 1960 avec le statut de réfugiés, elle ne demande pas les nationalités soviétique et tunisienne et refuse la nationalité française ; elle vit durant 70 ans avec un passeport Nansen. Grâce à un passeport de réfugié délivré par les autorités tunisiennes, elle revient visiter son ancien domaine familial en juillet 1990.
Le 5 mai 1997, par décret du président de la fédération de Russie Boris Eltsine, elle reçoit la nationalité de la fédération de Russie. Le 17 juillet, elle reçoit son passeport des mains de l'ambassadeur de Russie en Tunisie.
En 2000, lors d'une visite en Russie, elle rencontre le public russe à la Maison de l'amitié à Moscou.
En 2006, la municipalité de Bizerte rebaptise l'une des places de la ville, là où est implantée l'église Saint-Alexandre-Nevski, et lui donne son nom.
Elle écrit un livre intitulé La dernière escale : le siècle d'une exilée russe à Bizerte, publié en français en 2000 et réécrit en russe et publié en 2004 grâce au fonds d'aide à la marine militaire russe. Pour cet ouvrage, Anastasia Manstein-Chirinsky reçoit en 2005, par l'entremise de l'ambassadeur de Russie en Tunisie, le Prix Alexandre-Nevski,.

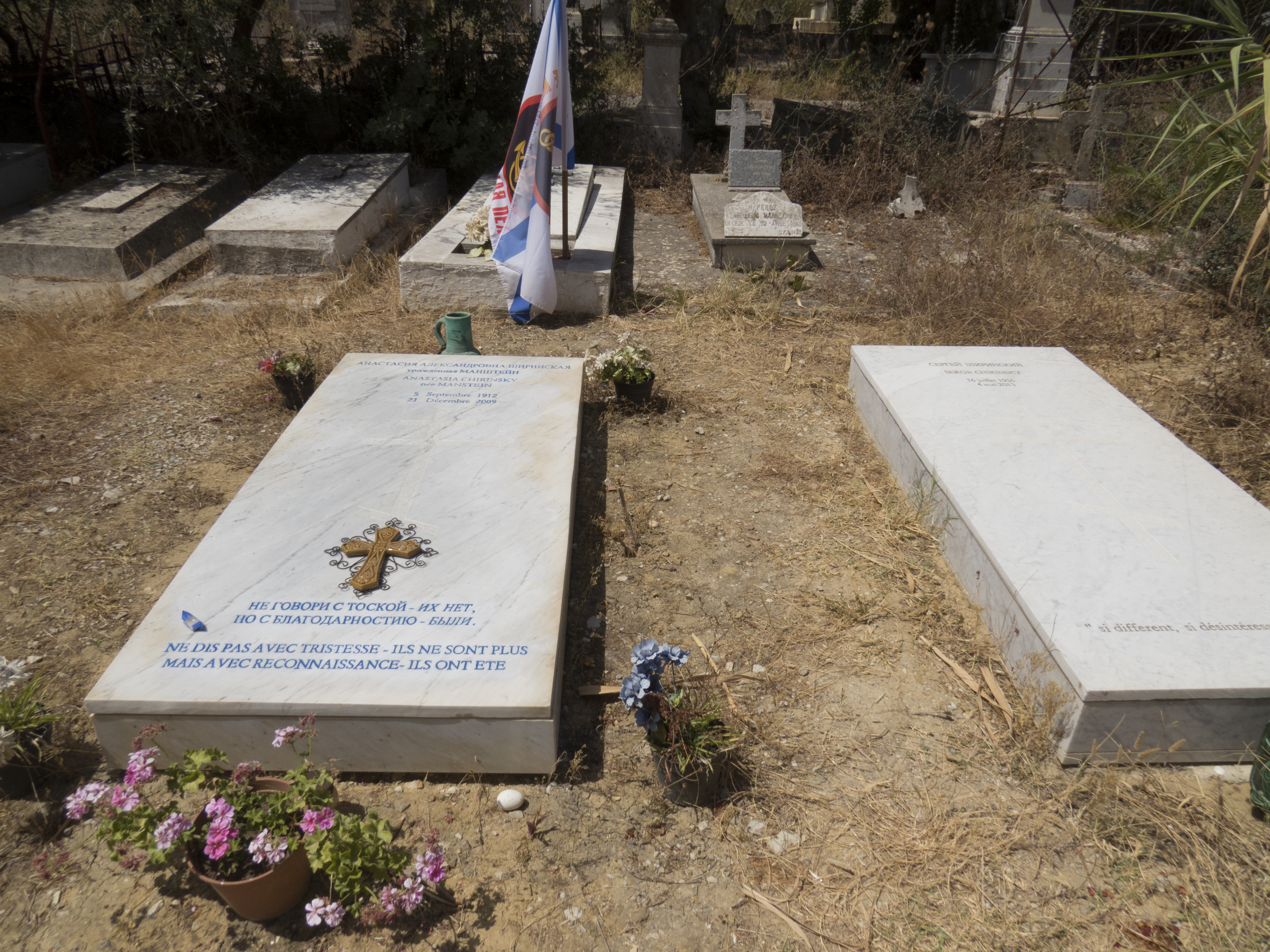
Tombes d'Anastasia, de son fils Serge (en arrière-plan sous le drapeau) et de son père Alexandre au cimetière chrétien de Bizerte.

Le 21 décembre 2009, elle meurt dans sa maison du centre de Bizerte, une villa de style colonial, à l'âge de 97 ans.
Le 10 décembre 2020, son portrait peint sur un mur est inauguré au lycée Farhat-Hached de Bizerte où elle a enseigné plusieurs années et où une salle de classe porte son nom.

## Vie privée
En 1935, elle se marie avec Murtaza Mirza Chirinsky, un descendant de la principale tribu des Tatars de Crimée, arrivé en même temps qu'elle à Bizerte et qui meurt en 1982. Le couple a trois enfants, Serge, Tamara et Tatiana.
Serge, né le 16 juillet 1936, vit avec sa mère en Tunisie et y meurt le 4 mai 2013. Tamara et Tatiana s'installent en France à l'initiative de leur mère, qui voulait qu'elles deviennent physiciennes.
L'un de ses neveux, né en 1940 à Bizerte, devient célèbre comme auteur de bandes dessinées : Nikita Mandryka est le créateur du très surréaliste Le Concombre masqué et le fondateur avec Claire Bretécher et Gotlib de la revue non conformiste L'Écho des savanes.

## Publications
- Anastasia Manstein-Chirinsky, La dernière escale : le siècle d'une exilée russe à Bizerte, Tunis, Sud Éditions, 2000, 309 p. (ISBN 978-9973703897).

## Récompenses

### Russie
- Ordre de l'Amitié, le 16 avril 2003, pour sa grande contribution au renforcement de l'amitié entre les peuples de la fédération de Russie et la République tunisienne[10] ;
- Médaille Pouchkine, le 3 décembre 2008, pour sa grande contribution au développement des relations culturelles avec la fédération de Russie, à la préservation de la langue et de la culture russe[11] ;
- Médaille commémorative « 300 ans de la marine russe » (ru)[12] ;
- Diplôme d'honneur de l'Assemblée législative de Saint-Pétersbourg, en 2005, pour sa contribution exceptionnelle au développement culturel de Saint-Pétersbourg et au renforcement des relations amicales entre les peuples de la Russie et de la Tunisie[12] ;
- Ordre de la princesse Olga (ru) de 3e degré, remis par le patriarcat de Moscou et de toute la Russie ;
- Ordre de Saint-Serge de Radonège, remis par le patriarcat de Moscou et de toute la Russie[12] ;
- Ordre de Saint-Innocent métropolitaine de Moscou, remis par le patriarcat de Moscou et de toute la Russie ;
- Prix Alexandre-Nevski ;
- Médaille Litke de la Société russe de géographie[12] ;
- Ordre de Sainte-Catherine, remis par la maison impériale russe (ru).

### Tunisie
- Ordre du Mérite culturel.

## Filmographie
En 1996, sa vie fait l'objet du documentaire Anastasia de Bizerte réalisé par Mahmoud Ben Mahmoud.
En 2008, c'est Victor Lisakovitch (ru) qui lui consacre un second documentaire, Anastasia (ru), qui reçoit la récompense nationale du cinéma russe, Nika, en 2009.